# Marquesat de Bèlgida
El marquesat de Bèlgida és un títol nobiliari vinculat a la localitat valenciana de Bèlgida, a la Vall d'Albaida. Va ser atorgat per Ferran VI d'Espanya a Josep Vicent Bellvís en l'any 1753. Actualment el marquesat està en possessió de la família Cotoner.

## Marquesos i marqueses de Bèlgida
- I marquès de Bèlgida: Josep Vicent Bellvís de Montcada i Exarch de Bellvís (València, 1697 - Madrid, 1753).
- II marquès de Bèlgida: Pasqual Benet Bellvís de Montcada i Pizarro (València, 1727 - Madrid, 1781), fill de l'anterior.
- III marquès de Bèlgida: Juan de la Cruz Bellvís de Moncada y Pizarro (Madrid, 1756 - Madrid, 1835), fill de l'anterior.
- IV marquès de Bèlgida: Antonio Ciriaco Bellvís de Moncada y Álvarez de Toledo (Madrid, 1775 - Madrid, 1842), fill de l'anterior.
- V marquesa de Bèlgida: María Josefa Simona Bellvís de Moncada y Palafox (Madrid, 1801 - ?), filla de l'anterior.
- VI marquès de Bèlgida: José Álvarez de las Asturias Bohorques y Bellvís de Moncada (Madrid, 1822 - Madrid, 1852), fill de l'anterior.
- VII marquès de Bèlgida: Íñigo Álvarez de las Asturias Bohorques y Álvarez de las Asturias Bohorques (Madrid, 1851 - Madrid, 1883), fill de l'anterior. Va morir sense descendència.
- VIII marquesa de Bèlgida: María Luisa Cotoner y Álvarez de las Asturias Bohorques (Madrid, 1879 - Palma, 1948), neboda de l'anterior.
- IX marquès de Bèlgida: Luis Cotoner y Cotoner (Madrid, 1910 - ?), fill de l'anterior. Va morir sense descendència.
- X marquès de Bèlgida: Nicolás Cotoner y Cotoner (Madrid, 1906 - Madrid, 1996), germà de l'anterior.
- XI marquès de Bèlgida: José Luis Cotoner y Martos, fill de l'anterior.